# Corimelaena minutissima
Corimelaena minutissima är en insektsart som beskrevs av Malloch 1919. Corimelaena minutissima ingår i släktet Corimelaena och familjen glansskinnbaggar. Inga underarter finns listade i Catalogue of Life.